# Armando Lucifero
Armando Maria Lucifero d'Aprigliano (Crotone, 18 septembre 1855 – Rome, 27 décembre 1933) est un noble, poète, écrivain, historien, archéologue italien.

## Biographie
Il est le père du ministre Falcone Lucifero.